# Hòa Khánh, Buôn Ma Thuột
Hòa Khánh là một xã thuộc thành phố Buôn Ma Thuột, tỉnh Đắk Lắk, Việt Nam.
Xã Hòa Khánh có diện tích 33,77 km², dân số năm 1999 là 14.031 người, mật độ dân số đạt 415 người/km².